# Aula rusa
Aula rusa (1967) — también conocido como El aula rusa y Escuela rusa — es una pintura al óleo del ilustrador estadounidense Norman Rockwell (1894–1978) y encargada por la revista Look. Describe escolares rusos en un aula con un busto del dirigente soviético Vladimir Lenin.
La pintura se exhibe en el National Museum of American Ilustration.

## Descripción
El aula rusa representa un grupo de escolares soviéticos sentados y atentos mirando hacia la izquierda del espectador, presumiblemente a un profesor que queda fuera del marco visual. Un busto de V.I. Lenin con flores dejadas al pie, es parcialmente visible allí en la mesa. Los niños llevan los pañuelos rojos de jóvenes pioneros y un eslogan en ruso en la pared les exhorta a “Estudiar y Aprender”. Un alumno a la derecha, sin embargo, mira hacia la derecha del espectador, como un típico escolar que se descentra observando algo más interesante afuera de la ventana.

## De fondo
Aula rusa fue publicado en la edición del 3 de octubre de 1967 de Look, como parte de una serie de artículos sobre la vida en la Unión Soviética. Rockwell había visitado la escuela n.º 39 en Moscú donde dibujó bocetos en una pizarra. Fotos de referencia del aula de Moscú con alumnos, tomados como modelos para la pintura final de Rockwell, revelan que el alumno desatento de hecho está prestando mucha atención al profesor, mirando al frente. Ha sido sugerido que al cambiar este detalle, Rockwell subvirtió ligeramente la imagen para hacer un punto político sutil a favor de la no conformidad. Fotografías de referencia adicionales muestran a Rockwell sentado en el asiento de ese estudiante, aparentemente mostrando una mirada distraída, la cual el estudiante entonces emuló.

## Robo y litigio
La pintura fue robada durante una exposición en una pequeña galería de arte en Clayton, Misuri, en junio de 1973. En 1988, reapareció y fue vendida en una subasta en Nueva Orleans por 70.000 dólares. Steven Spielberg compró la pintura a Judy Goffman Cutler, una marchante de arte notable especializada en ilustradores estadounidenses, en 1989 por 200.000 dólares. Un miembro de su personal vio después la pintura en una lista web del FBI de obras de arte robadas y las autoridades fueron notificadas de inmediato. En 2009, la pintura estaba bajo la custodia del Tribunal de Distrito de los EE. UU. en Las Vegas. El tribunal decidió en 2010 que la pintura pertenecía a Cutler, que la agregó a la colección que se exhibe en el National Museum of American Ilustration.